# Joe Kidd
Joe Kidd je americký revizionistický filmový western z roku 1972 s Clintem Eastwoodem a Robertem Duvallem v hlavních rolích, který napsal Elmore Leonard a režíroval John Sturges.
Film pojednává o bývalém lovci lidí, kterého si najme bohatý statkář Frank Harlan, aby vypátral mexického revolučního vůdce Luise Chamu, který bojuje za pozemkovou reformu. Film je součástí žánru revizionistického westernu.

## Děj
V městečku Sinola v Novém Mexiku na počátku 20. století je Joe Kidd, bývalý lovec odměn, ve vězení za pytláctví na indiánské půdě a porušování veřejného pořádku. Mexický bandita a revolucionář Luis Chama zorganizuje rolnické povstání proti místním vlastníkům půdy, kteří vyhánějí chudé lidi z jejich rodných pozemků, a přepadne soudní budovu. Bohatý vlastník půdy Frank Harlan sestaví skupinu, aby Chamu dopadla, a pozve Kidd, aby se k nim připojil, ale ten odmítá. Harlan však trvá na svém a Kidd souhlasí, když se dozví, že Chamova banda přepadla jeho ranč a zaútočila na jednoho z dělníků. Skupina se skládá z mnoha nemilosrdných mužů, někteří z nich jsou vyzbrojeni novými puškami s mnohem větším dostřelem než starší typy.
Skupina přijíždí do vesnice poblíž Chamova úkrytu a donutí jít vesničany do kostela pod hrozbou zbraní. Vyhrožují, že zabijí pět mexických rukojmích, pokud se Chama nevzdá. Harlan už nevěří Kiddovi a vrhne ho také do kostela, aby zabránil pomoci Heleně, ženské rukojmí, která je Chamovou milenkou, a ostatním mexickým rukojmím. Kidd se odvážně dostane z kostela a zachrání rukojmí tím, že najde Chamu a jeho společníky a donutí je, aby splnili jeho přání. Oznámí Harlanovi a skupině, že Chamu předá šerifovi Mitchellovi ve městě. Skupina se vydá naproti, aby zastavila vlak zpět do Sinoly, zatímco osamělý střelec zadržuje Kiddovu skupinu; Mingo, nejlepší střelec z Harlanovy skupiny, střílí z vyvýšeného místa. Kiddovi se však podaří sestavit jednu z pušek s dlouhým dostřelem, kterou získal při útěku, a zabije Minga.
Když Kidd a zajatý Chama dorazí do města, zjistí, že tam již je Harlan s přeživšími ze skupiny a plánuje je všechny zabít. Kidd se rozhodne pokračovat v plánu. Aby se dostal do vězení, Kidd projede městskou hospodou parním vlakem. Následuje přestřelka mezi Kiddem a Harlanovými muži. Kidd zvítězí a zabije Harlana v soudní budově, kde se schoval v soudcově křesle. Chama se poté vzdá Mitchellovi. Kidd udeří šerifa (protože šerif ho udeřil při zatčení za pytláctví), vyzvedne své věci a odjíždí z města s Helenou.